# Streckenläufer (Zeitschrift)
Der Streckenläufer (Eigenschreibweise: STRECKENLÆUFER) ist eine saarländische Literaturzeitschrift, die in Saarbrücken 1990 gegründet wurde. Sie erscheint im PoCul-Verlag mit der Auflage von 200 Exemplaren.
Ein neues Heft erscheint, sobald ausreichend Texte der geforderten Beschaffenheit vorliegen. Die Hefte enthalten poetische oder essayistische Texte. Bisher sind 33 Hefte mit Texten von noch unbekannten und bereits etablierten Autoren erschienen. Bekannte Autoren wie Arnfrid Astel, Konstantin Ames, Michael Buselmeier, Andreas Dury, Jörg Gronius, Oleg Jurjew, Olga Martynova, Sonja Ruf, Klaus Theweleit, Nora Wagener, Hans Bernhard Schiff, Christopher Ecker, Werner Klippert, Jean Krier, Sabine Göttel, Gerhard Tänzer, Klaus Bernarding, Guy Helminger, Joachim Durrang, Marcus Imbsweiler, Kurt Oesterle, Ralph Schock, Alex Dreppec haben bis dato im STRECKENLÆUFER veröffentlicht. Der Streckenläufer bietet darüber hinaus Nachwuchsautoren ein wichtiges Forum für erste Veröffentlichungen und dient als Brücke zur deutschsprachigen Literaturszene in Luxemburg.
Die derzeitige Redaktion besteht aus Klaus Behringer, Peter Herbertz, Steffen Aug, Dominik Stutz, Natascha Denner, Irina Rosenau, Raoul Sinner, Tilo Mörgen und Nils Pollom.
Träger des PoCul-Verlags ist der PoCul-Verein für Politik und Cultur Saarbrücken e.V. Zur Produktion und Herausgabe von Zeitschrift und Büchern hat der PoCul-Verein den APO gegründet, den Ausschuss für Produktion und Organisation der Vermittlungsarbeit. Neben dem Streckenläufer veröffentlicht der Verlag Prosa und Lyrik. Die Publikationen werden regelmäßig in der Presse und im Rundfunk besprochen oder bei Lesungen vorgestellt.